# 倫卡布拉杜盧伊鄉
46°57′N 25°06′E / 46.950°N 25.100°E
倫卡布拉杜盧伊鄉（羅馬尼亞語：Comuna Lunca Bradului, Mureș），是羅馬尼亞的鄉份，位於該國中部，由穆列什縣負責管轄，面積330平方公里，海拔高度605米，2007年人口2,141，人口密度每平方公里6人。